# Jack Hickey

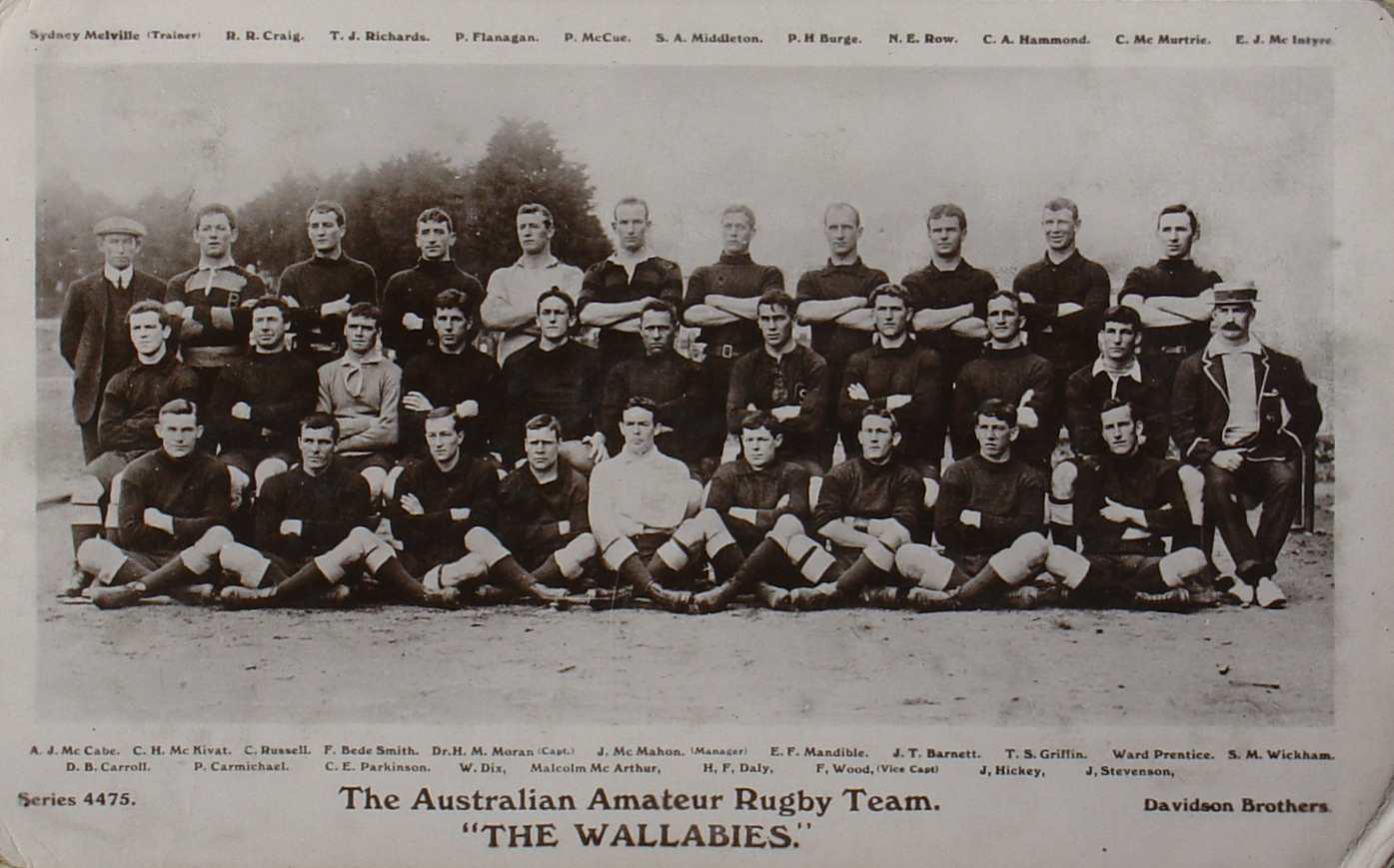
Wallabies z 1908 roku

John Joseph „Jack” Hickey (ur. 4 stycznia 1887 w Sydney, zm. 15 maja 1950 tamże) – australijski rugbysta podczas kariery występujący w obu odmianach tego sportu, olimpijczyk, zdobywca złotego medalu w turnieju rugby union na Letnich Igrzyskach Olimpijskich w 1908 roku w Londynie.

## Kariera sportowa

### Rugby union
W trakcie kariery sportowej związany był z klubem Glebe RUFC, a także został wybrany do stanowej drużyny Nowej Południowej Walii, w której rozegrał dwanaście spotkań. Wystąpił z nią przeciw British and Irish Lions podczas ich tournée do Australii i Nowej Zelandii.
W latach 1908–1909 wziął udział w pierwszym w historii tournée reprezentacji Australii do Europy i Ameryki Północnej. Zagrał w odbywającym się wówczas turnieju rugby union na Letnich Igrzyskach Olimpijskich 1908. W rozegranym 26 października 1908 roku na White City Stadium spotkaniu Australijczycy występujący w barwach Australazji pokonali Brytyjczyków 32–3. Jako że był to jedyny mecz rozegrany podczas tych zawodów, oznaczało to zdobycie złotego medalu przez zawodników z Australazji. Wystąpił również w obu testmeczach przeciwko Walii oraz Anglii i były to jego jedyne oficjalne występy w kadrze.

### Rugby league
Po powrocie z północnej półkuli wraz z trzynastoma innymi zawodnikami porzucił status amatora i związał się z zawodową rugby league. Występował w rozgrywkach New South Wales Rugby League z drużyną Glebe w sezonach 1910 oraz 1912–1915, natomiast w roku 1911 z Balmain Tigers.
Został także reprezentantem Australii w 2 meczach zdobywając 5 punktów.
Karierę gracza przerwała mu I wojna światowa, po jej zakończeniu został natomiast trenerem Glebe.